# Coupe d'Arménie de football 2005
Navigation
Coupe d'Arménie 2004 Coupe d'Arménie 2006
La Coupe d'Arménie 2005 est la 14e édition de la Coupe d'Arménie depuis l'indépendance du pays. Elle prend place entre le 8 mars et le 9 mai 2005.
Un total de dix-sept équipes participe à la compétition, correspondant à sept des neuf clubs de la première division 2005, à l'exception du Lernayin Artsakh Erevan et du Lernagorts Ararat, auxquels s'ajoutent dix équipes du deuxième échelon.
La compétition est remportée par le Mika Ashtarak qui s'impose contre le Kilikia Erevan à l'issue de la finale pour gagner sa quatrième coupe nationale. Cette victoire permet au Mika de se qualifier pour la Coupe UEFA 2005-2006 ainsi que pour l'édition 2006 de la Supercoupe d'Arménie.

## Tour préliminaire
Ce tour concerne uniquement les deux équipes du FIMA Erevan et d'Erevan United. Le match aller est disputé le 8 mars 2005, et le match retour trois plus tard le 11 mars.
| Équipe 1         | Score | Équipe 2           | Aller | Retour |
| ---------------- | ----- | ------------------ | ----- | ------ |
| FIMA Erevan (D2) | 0 - 8 | (D2) Erevan United | 0 - 7 | 0 - 1  |

## Huitièmes de finale
Les matchs aller sont disputés les 14 et 15 mars 2005, et les matchs retour les 19 et 20 mars suivants.
| Équipe 1                        | Score  | Équipe 2                 | Aller | Retour |
| ------------------------------- | ------ | ------------------------ | ----- | ------ |
| Mika-2 Ashtarak (D2)            | 1 - 5  | (D1) Pyunik Erevan       | 0 - 2 | 1 - 3  |
| Araks Ararat (D2)               | 1 - 4  | (D1) Kilikia Erevan      | 0 - 3 | 1 - 1  |
| FC Abovyan (D2)                 | 0 - 24 | (D1) Banants Erevan      | 0 - 9 | 0 - 15 |
| Esteghlal-Kotayk-2 Abovian (D2) | 0 - 7  | (D1) Dinamo-Zenit Erevan | 0 - 5 | 0 - 2  |
| Gandzasar Kapan (D2)            | 2 - 4  | (D1) Shirak FC           | 2 - 2 | 0 - 2  |
| Banants-2 Erevan (D2)           | 1 - 4  | (D2) Ararat Erevan       | 1 - 3 | 0 - 1  |
| Mika Ashtarak (D1)              | 2 - 1  | (D2) Erevan United       | 2 - 0 | 0 - 1  |
| Esteghlal-Kotayk Abovian (D1)   | 5 - 1  | (D2) Pyunik-2 Erevan     | 3 - 0 | 2 - 1  |

## Quarts de finale
Les matchs aller sont disputés les 3 et 4 avril 2005, et les matchs retour les 7 et 8 avril suivant.
| Équipe 1                      | Score | Équipe 2            | Aller | Retour |
| ----------------------------- | ----- | ------------------- | ----- | ------ |
| Shirak FC (D1)                | 2 - 6 | (D1) Banants Erevan | 2 - 5 | 0 - 1  |
| Dinamo-Zenit Erevan (D1)      | 0 - 2 | (D1) Mika Ashtarak  | 0 - 1 | 0 - 1  |
| Esteghlal-Kotayk Abovian (D1) | 2 - 1 | (D2) Ararat Erevan  | 1 - 1 | 1 - 0  |
| Kilikia Erevan (D1)           | 1 - 0 | (D1) Pyunik Erevan  | 1 - 0 | 0 - 0  |

## Demi-finales
Les matchs aller sont disputés le 22 avril 2005, et les matchs retour les 26 et 28 avril suivants.
| Équipe 1                      | Score  | Équipe 2            | Aller | Retour |
| ----------------------------- | ------ | ------------------- | ----- | ------ |
| Banants Erevan (D1)           | 4 - 4E | (D1) Kilikia Erevan | 2 - 3 | 2 - 1  |
| Esteghlal-Kotayk Abovian (D1) | 2 - 3  | (D1) Mika Ashtarak  | 2 - 1 | 0 - 2  |

## Finale
La finale de cette édition oppose le Mika Ashtarak au Kilikia Erevan. Le Mika dispute à cette occasion sa quatrième finale depuis la saison 2000, l'ayant jusqu'ici emporté systématiquement. Le Kilikia joue quant à lui sa première finale de coupe.
La rencontre est disputée le 9 mai 2005 au stade Républicain Vazgen-Sargsian d'Erevan. Après une première mi-temps vierge, le premier but du match est inscrit par Karen Zakarian, qui pousse le ballon dans ses propres filets pour donner l'avantage au Mika à la 52e minute. Ýuriý Magdiýew (en) marque par la suite le but du 2-0 à la 77e minute et permet au club de remporter sa quatrième coupe nationale en autant de finales jouées.
| Entraîneur :       |
| Armen Adamyan (en) |

| Entraîneur :          |
| Samvel Darbinyan (en) |

| Entraîneur :       |
| Armen Adamyan (en) |

| Entraîneur :          |
| Samvel Darbinyan (en) |